# Trupanea patagonica
Trupanea patagonica är en tvåvingeart som först beskrevs av Juan Brèthes 1908.  Trupanea patagonica ingår i släktet Trupanea och familjen borrflugor. Inga underarter finns listade i Catalogue of Life.